# Ljustjärnen (Hällefors socken, Västmanland)
Ljustjärnen är en sjö i Hällefors kommun i Västmanland och ingår i Göta älvs huvudavrinningsområde. Sjön har en area på 0,108 kvadratkilometer och ligger 191,5 meter över havet.

## Delavrinningsområde
Ljustjärnen ingår i det delavrinningsområde (663836-143427) som SMHI kallar för Utloppet av Lilla Högsjön. Medelhöjden är 224 meter över havet och ytan är 14,73 kvadratkilometer. Det finns ett avrinningsområde uppströms, och räknas det in blir den ackumulerade arean 20,85 kvadratkilometer. Gladhöjdsbäcken som avvattnar avrinningsområdet har biflödesordning 4, vilket innebär att vattnet flödar genom totalt 4 vattendrag innan det når havet efter 366 kilometer. Avrinningsområdet består mestadels av skog (80 procent). Avrinningsområdet har 1,47 kvadratkilometer vattenytor vilket ger det en sjöprocent på 10,5 procent.